# 巴波卢县
巴波卢县（英文：Gbarpolu County）位于利比里亚北部，是构成该国一级行政区的15县之一，有六个区，首府博波卢 (英文:Bopolu)。全县面积为9,689平方公里（3,741平方英里）。截至2008年的人口普查，该县的人口为83,758人，人口数在利比里亚排名第11。
巴波卢县于2001年从洛法县分离出来时成立，是利比里亚最年轻的县。截至2013年，县长是艾伦·古博韦。
该县西部与大角山县接壤，西南部与波密县接壤，南部与邦县接壤，东部和北部与洛法县接壤。巴波卢的西北部与塞拉利昂接壤。戈拉森林横跨两地边界，是戈拉森林社区的所在地。
巴波卢县的大部分地区都是森林。在利比里亚内战之前，采矿是主要的经济活动，此外还有自给自足的农业。然而，战争摧毁了该县的所有经济部门。
巴波卢县有几个金矿和钻石矿，其中一个最受欢迎的金矿公司位于巴波卢县的心脏地带孔巴社区，这个社区矿被普遍称为孔巴社区金矿或Kcgm利比里亚，于1987年成立。该公司的重点是煤炭、金/钻石开采和勘探。该公司在利比里亚的大多数社区都有业务，协助促进国家经济。在利比里亚，该公司的业务主要集中在采矿方面。该公司在利比里亚经营九个地下矿，一个露天矿和几个地面业务。这些业务包括隐蔽山谷的黄金和钻石露天矿，巴波卢项目和重要的勘探地。除了合资企业的工作外，孔巴社区还拥有100%的勘探组合，重点是利比里亚的矿产资源潜藏地区。
巴波卢县还生产木材和煤炭。
县旗上有一颗钻石、一棵树和黄色背景的利比里亚国旗。

## 地区
巴波卢县的各区及其2008年的人口包括：
- 贝莱区（17,288人）
- 博科姆区(10,460)
- 波波鲁区(18,298)
- 巴马区 (15,972)
- Gounwolaila区 (8,115)
- 孔巴区 (13,625)